# Charles Angrand
Charles Théophile Angrand (Criquetot-sur-Ouville, Normandía, 19 de abril de 1854 - Ruan, 1 de abril de 1926) fue un pintor neoimpresionista anarquista francés.
El normando Charles Angrand practicó el puntillismo en un primer momento, pero como amigo de Georges Pierre Seurat y Paul Signac se vio influido por el neoimpresionismo y en su obra posterior introdujo contrastes fuertes y tonos puros. Fue uno de los fundadores del Salon des Indépendants. También enseñó en el Lycée Chaptal de París. 